# Dordrecht Stadspolders vasútállomás
Dordrecht Stadspolders vasútállomás vasútállomás Hollandiában, Dordrecht városában.

## Vasútvonalak
Az állomást az alábbi vasútvonalak érintik:
- Elst-Dordrecht-vasútvonal
- MerwedeLingelijn

## Kapcsolódó állomások
A vasútállomáshoz az alábbi állomások vannak a legközelebb:
- Dordrecht vasútállomás
- Sliedrecht Baanhoek vasútállomás